# Stor-Kölsjön
Stor-Kölsjön är en sjö i Härjedalens kommun i Härjedalen och ingår i Dalälvens huvudavrinningsområde. Sjön har en area på 2,45 kvadratkilometer och ligger 783,2 meter över havet. Stor-Kölsjön ligger i Kölån (Österdalälven) Natura 2000-område. Sjön avvattnas av vattendraget Fjätan (Kölån).

## Delavrinningsområde
Stor-Kölsjön ingår i det delavrinningsområde (690847-135456) som SMHI kallar för Utloppet av Stor-Kölsjön. Medelhöjden är 820 meter över havet och ytan är 15,52 kvadratkilometer. Det finns inga avrinningsområden uppströms utan avrinningsområdet är högsta punkten. Fjätan (Kölån) som avvattnar avrinningsområdet har biflödesordning 2, vilket innebär att vattnet flödar genom totalt 2 vattendrag innan det når havet efter 521 kilometer. Avrinningsområdet består mestadels av skog (61 procent), sankmarker (12 procent) och kalfjäll (11 procent). Avrinningsområdet har 2,45 kvadratkilometer vattenytor vilket ger det en sjöprocent på 15,8 procent.